# Corimbion balteum
Corimbion balteum là một loài bọ cánh cứng trong họ Cerambycidae.